# 克利夫頓諾爾斯-米爾克里克
克利夫頓諾爾斯-米爾克里克（英語：Clifton Knolls-Mill Creek）是位於美國紐約州薩拉托加縣的普查規定居民點。

## 人口
根據2020年美國人口普查的數據，克利夫頓諾爾斯-米爾克里克的面積為4.24平方千米，當中陸地面積為4.10平方千米，而水域面積為0.13平方千米。當地共有人口3048人，而人口密度為每平方千米718.87人。